# Kirkebjerg Skole
Kirkebjerg Skole er en dansk folkeskole i Vanløse, København på Vanløsehøj.
Skolen har 1.067 elever, og indeholder klassetrin fra 0. til 9. klasse.
Skolen blev opført i 1943, og blev udbygget i 1970, 1992, 1997, 2001 og 2003.